# Radoslaw Jankow
Radoslaw Jankow (* 26. Januar 1990 in Smoljan) ist ein bulgarischer Snowboarder. Er startet in den Paralleldisziplinen.

## Werdegang
Jankow startete im Januar 2006 in Nendez erstmals im Europacup und belegte dabei den 60. Platz im Parallelslalom. Im Januar 2007 kam er bei den Snowboard-Weltmeisterschaften in Arosa auf den 45. Platz im Parallelslalom. Im folgenden Monat gewann er beim Europäischen Olympischen Winter-Jugendfestival in Jaca die Goldmedaille im Parallel-Riesenslalom. Zu Beginn der Saison 2007/08 debütierte er in Landgraaf im Weltcup und errang dabei den 41. Platz im Parallelslalom. Im weiteren Saisonverlauf holte er bei den Snowboard-Juniorenweltmeisterschaften 2008 in Chiesa in Valmalenco Gold im Parallelslalom. Im folgenden Jahr belegte er bei den Snowboard-Weltmeisterschaften in Gangwon den 39. Platz im Parallel-Riesenslalom und den 29. Rang im Parallelslalom. Bei den Snowboard-Juniorenweltmeisterschaften 2009 in Nagano gewann er wie im Vorjahr die Goldmedaille im Parallel-Riesenslalom. Bei den Snowboard-Weltmeisterschaften 2011 in La Molina errang er den 51. Platz im Parallel-Riesenslalom und den 33. Platz im Parallelslalom. In der Saison 2011/12 erreichte mit zwei siebten Plätzen in Marianske Lazne und in Sotschi seine ersten Top-Zehn-Resultate im Europacup. Bei den Snowboard-Weltmeisterschaften 2013 in Stoneham kam er auf den 41. Platz im Parallel-Riesenslalom und den 34. Rang im Parallelslalom. Bei seiner ersten Olympiateilnahme 2014 in Sotschi belegte er den 25. Platz im Parallel-Riesenslalom und den 21. Rang im Parallelslalom. In der Saison 2014/15 kam er in Carezza mit dem 18. Platz im Parallel-Riesenslalom erstmals unter den ersten 20 im Weltcup. Bei den Snowboard-Weltmeisterschaften 2015 am Kreischberg errang er den 32. Platz im Parallel-Riesenslalom und den 27. Rang im Parallelslalom. Zu Beginn der Saison 2015/16 erreichte er mit dem zweiten Platz im Parallelslalom in Landgraaf seine erste Podestplatzierung im Europacup. Es folgten zwei Siege beim Europacup in Hochfügen. Beim ersten Parallelweltcup der Saison in Carezza gewann er überraschend im Parallel-Riesenslalom. Nach Platz neun im Parallelslalom beim Weltcup in Cortina d’Ampezzo, holte er in Bad Gastein im Parallelslalom seinen zweiten Weltcupsieg. Es folgten im Weltcup drei weitere Top-Zehn-Platzierungen, darunter Platz zwei im Parallel-Riesenslalom in Rogla. Zum Saisonende erreichte er den dritten Platz im Parallelslalom-Weltcup, den zweiten Rang im Parallel-Riesenslalom-Weltcup und den ersten Platz im Parallelweltcup. Nach Platz drei beim Europacup in Landgraaf zu Beginn der Saison 2016/17, kam er bei neun Weltcupteilnahmen einmal auf den dritten und zweimal auf den zweiten Platz. Zudem holte er im Parallel-Riesenslalom in Bansko seinen dritten Weltcupsieg und gewann damit zum Saisonende den Parallel-Riesenslalom-Weltcup und belegte im Parallel-Weltcup den zweiten Rang. Beim Saisonhöhepunkt den Snowboard-Weltmeisterschaften 2017 in Sierra Nevada wurde er Sechster im Parallelslalom und Vierter im Parallel-Riesenslalom. In der Saison 2017/18 belegte er mit sieben Top-Zehn-Platzierungen, darunter Platz zwei im Parallel-Riesenslalom in Rogla den zehnten Platz im Parallelslalom-Weltcup, den achten Rang im Parallel-Riesenslalom-Weltcup und den sechsten Platz im Parallel-Weltcup. Beim Saisonhöhepunkt, den Olympischen Winterspielen 2018 in Pyeongchang, kam er auf den 19. Platz im Parallel-Riesenslalom. In den folgenden Jahren fuhr er bei den Snowboard-Weltmeisterschaften 2019 in Park City auf den 26. Platz im Parallel-Riesenslalom sowie auf den siebten Rang im Parallelslalom, bei den Snowboard-Weltmeisterschaften 2021 in Rogla auf den 19. Platz im Parallel-Riesenslalom sowie auf den 13. Rang im Parallelslalom und bei den Olympischen Winterspielen 2022 in Peking auf den 15. Platz im Parallel-Riesenslalom.
Jankow wurde 2008, 2011, 2012, 2017, 2018, 2019 und 2022 bulgarischer Meister im Parallel-Riesenslalom, 2012, 2017, 2018, 2019, 2021 und 2022 im Parallelslalom und 2013 im Riesenslalom.

## Teilnahmen an Weltmeisterschaften und Olympischen Winterspielen

### Olympische Spiele
- 2014 Sotschi: 21. Platz Parallelslalom, 25. Platz Parallel-Riesenslalom
- 2018 Pyeongchang: 19. Platz Parallel-Riesenslalom
- 2022 Peking: 15. Platz Parallel-Riesenslalom

### Weltmeisterschaften
- 2007 Arosa: 45. Platz Parallelslalom
- 2009 Gangwon: 29. Platz Parallelslalom, 39. Platz Parallel-Riesenslalom
- 2011 La Molina: 33. Platz Parallelslalom, 51. Platz Parallel-Riesenslalom
- 2013 Stoneham: 34. Platz Parallelslalom, 41. Platz Parallel-Riesenslalom
- 2015 Kreischberg: 27. Platz Parallelslalom, 32. Platz Parallel-Riesenslalom
- 2017 Sierra Nevada: 4. Platz Parallel-Riesenslalom, 6. Platz Parallelslalom
- 2019 Park City: 7. Platz Parallelslalom, 26. Platz Parallel-Riesenslalom
- 2021 Rogla: 13. Platz Parallelslalom, 19. Platz Parallel-Riesenslalom
- 2023 Bakuriani: 7. Platz Parallelslalom, 32. Platz Parallel-Riesenslalom

## Weltcupsiege und Weltcup-Gesamtplatzierungen

### Weltcupsiege
| Nr. | Datum             | Ort         | Disziplin             |
| --- | ----------------- | ----------- | --------------------- |
| 1.  | 12. Dezember 2015 | Carezza     | Parallel-Riesenslalom |
| 2.  | 8. Januar 2016    | Bad Gastein | Parallelslalom        |
| 3.  | 3. Februar 2017   | Bansko      | Parallel-Riesenslalom |
| 4.  | 12. Dezember 2024 | Carezza     | Parallel-Riesenslalom |

### Weltcup-Gesamtplatzierungen
| Saison  | Parallel | Parallel | Parallel-Riesenslalom | Parallel-Riesenslalom | Parallelslalom | Parallelslalom |
| Saison  | Punkte   | Platz    | Punkte                | Platz                 | Punkte         | Platz          |
| ------- | -------- | -------- | --------------------- | --------------------- | -------------- | -------------- |
| 2007/08 | 123      | 52.      | -                     | -                     | -              | -              |
| 2008/09 | 177      | 47.      | -                     | -                     | -              | -              |
| 2009/10 | 72       | 59.      | -                     | -                     | -              | -              |
| 2010/11 | 95       | 50.      | -                     | -                     | -              | -              |
| 2011/12 | 62       | 53.      | -                     | -                     | -              | -              |
| 2012/13 | 125      | 49.      | 83                    | 48.                   | 56             | 43.            |
| 2013/14 | 88       | 50.      | 54                    | 44.                   | 34             | 53.            |
| 2014/15 | 583      | 29.      | 214                   | 32.                   | 369            | 31.            |
| 2015/16 | 4050     | 1.       | 2160                  | 2.                    | 1890           | 3.             |
| 2016/17 | 4310     | 2.       | 3630                  | 1.                    | 680            | 15.            |
| 2017/18 | 3520     | 6.       | 2740                  | 8.                    | 780            | 10.            |
| 2018/19 | 1766,1   | 21.      | 596,1                 | 29.                   | 1170           | 9.             |
| 2019/20 | 2162     | 13.      | 1582                  | 11.                   | 580            | 15.            |
| 2020/21 | 68       | 31.      | 32                    | 28.                   | 36             | 27.            |
| 2021/22 | 126      | 20.      | 54                    | 27.                   | 72             | 17.            |
| 2022/23 | 212      | 16.      | 98                    | 20.                   | 114            | 12.            |
| 2023/24 | 271      | 12.      | 91                    | 21.                   | 180            | 8.             |
| 2024/25 | 543      | 6.       | 455                   | 3.                    | 88             | 17.            |